# Caloptilia dactylifera
Caloptilia dactylifera là một loài bướm đêm thuộc họ Gracillariidae. Nó được tìm thấy ở Trung Quốc (Jiangxi).